# Jeff Baxter
Jeffrey Allen Baxter surnommé "Skunk" (né le 13 décembre 1948) est un guitariste et chanteur américain connu pour avoir joué avec les groupes rock Steely Dan et The Doobie Brothers. Il a aussi été acteur à deux reprises, jouant de petits rôles dans les films Air Force Bat 21 et Blues Brothers 2000. Désormais, il occupe le poste de consultant en matière de défense et préside un comité consultatif du Congrès sur la défense antimissile. 

## Petite enfance et éducation
Jeff a obtenu son diplôme de la Taft School en 1967 à Watertown, dans le Connecticut, et s'est décrit lui-même comme un preppie. À Taft, il jouait de la batterie dans un groupe de classes supérieures, King Thunder & The Lightning Bolts. Il s'est par la suite  inscrit à la School of Public Communication (aujourd'hui College of Communication) de l'Université de Boston en septembre 1967, où il a étudié le journalisme tout en continuant à se produire avec des groupes locaux.

## Carrière musicale

### Premières années
Baxter a rejoint son premier groupe à l'âge de 11 ans. Alors qu'il était encore au lycée, il travailla au Manny's Music Shop à Manhattan en 1966. Chez Manny, Baxter rencontra le guitariste Jimi Hendrix, qui commençait tout juste sa carrière de musicien. Pendant une courte période en 1966, Baxter a été bassiste dans un groupe dirigé par Hendrix, Jimmy James and the Blue Flames, aux côtés de Randy California, un autre employé de Manny. Déménageant à Boston pour fréquenter l'université, Baxter travailla en tant que technicien sur les guitares et réparateur d'amplificateurs chez Jack's Drum Shop sur Boylston Street.
Baxter a d'abord rejoint un large public rock en 1968 en tant que membre du groupe rock psychédélique "Ultimate Spinach". Baxter a rejoint le groupe pour leur troisième et dernier album, Ultimate Spinach III. Après avoir quitté le groupe, il a joué avec les Holy Modal Rounders et a soutenu le chanteur Buzzy Linhart. À cette époque, il utilisait déjà le surnom "Skunk", bien que ses origines aient été gardées secrètes par Baxter.

### Avec Steely Dan
Après la dissolution de Ultimate Spinach, Baxter s’installa à Los Angeles et trouva du travail en tant que guitariste de session. En 1972, il a été un membre fondateur du groupe Steely Dan, avec le guitariste Denny Dias, le guitariste-bassiste Walter Becker, le claviériste Donald Fagen, le batteur Jim Hodder et le chanteur David Palmer.
Baxter a joué sur leurs trois premiers albums, Can't Buy a Thrill en 1972, Countdown to Ecstasy en 1973 et Pretzel Logic en 1974.

### Avec The Doobie Brothers
Alors qu'il finissait de travailler sur Pretzel Logic, Baxter a pris connaissance des intentions de Becker et Fagen de cesser les tournées et de travailler exclusivement en studio. Dans cet esprit, Jeff quitta le groupe en 1974 pour rejoindre The Doobie Brothers, qui tournaient alors à l’appui de leur quatrième album, What Were Once Vices Are Now Habits. En tant que musicien de session, il avait déjà travaillé avec le groupe sur deux albums, The Captain and Me en 1973 et What Were Once Vices Are Now Habits l'année suivante. Il joignit donc le groupe officiellement en 1975 sur leur cinquième album, Stampede, sur lequel il a composé l'instrumental Précis. Puis, lorsque le leader Tom Johnston a reçu un diagnostic d'ulcères à l'estomac et qu'il fut forcé de réduire ses activités avec le groupe, Jeff Baxter a alors appelé à la rescousse son partenaire de l'époque où il jouait avec Steely Dan, le chanteur-claviériste Michael McDonald, afin de le remplacer. S'il était un peu réticent au début de se joindre au groupe en tant que chanteur, Michael accepta toutefois de les aider à enregistrer l'album Takin' It to the Streets, pour lequel il a composé 3 chansons seul dont la pièce-titre et participé à l'écriture d'une autre avec Baxter et Patrick Simmons. 
Les contributions vocales et écrites de Michael McDonald, ainsi que le style de guitare plus jazzy de Jeff Baxter, ont marqué une nouvelle direction pour le groupe. Ils ont continué à avoir du succès avec Takin It To the Street ainsi que les albums suivants, Livin 'on the Fault Line de 1977, et en particulier Minute by Minute de 1978, qui a été pendant cinq semaines l’album n ° 1 aux États-Unis et a donné naissance à plusieurs succès.
Au début de 1979, Baxter et le batteur cofondateur John Hartman quittèrent le groupe.

### Musicien de studio
Baxter a continué à travailler comme musicien de studio pour plusieurs artistes divers, notamment Willy DeVille, Bryan Adams, Hoyt Axton, Eric Clapton, Gene Clark, Sheryl Crow, Freddie Hubbard, Tim Weisberg, Joni Mitchell, Ricky Nelson, Dolly Parton, Dolly Parton, Carly Simon, Ringo Starr, Gene Simmons, Rod Stewart, Burton Cummings, Barbra Streisand et Donna Summer. En tournée, il a aussi accompagné Elton John, Linda Ronstadt, et Billy Vera & The Beaters.
En 1979, il travaille sur un projet aux côtés du claviériste Al Kooper, du bassiste Neil Stubenhaus, du chanteur Glenn Hughes et d'autres musiciens de studio pour enregistrer l'album Four On The Floor, sur lequel on retrouve une reprise de Curtis Mayfield Gypsy Woman ainsi que 4 titres des Rolling Stones, Let's Spend The Night Together, Lady Jane, Paint It Black et Under My Thumb. 
En 1982, il figura dans l'album Spirit of '84 de Spirit, publié sous le titre The Thirteenth Dream en dehors des États-Unis. 
En 1984, Baxter jouait les claviers avec Bobby et les Midnites: formé de Bob Weir, Billy Cobham, Bobby Cochran, Kenny Gradney ("Tigger") et Dave Garland au Capitol Theatre au Passaic, dans le New Jersey. La même année, il produit et joue de la guitare et du synthétiseur sur l'album  Where The Beat Meets The Street.
En 1986, Baxter rejoint James Brown et Maceo Parker à la guitare pour plusieurs dates de tournée nord-américaines. 
En 1990, Baxter rejoignit John Entwistle, Joe Walsh, Keith Emerson, Simon Phillips et le chanteur relativement peu connu Rick Livingstone au sein d'un super groupe appelé The Best. Le groupe a publié une vidéo de performance en direct au Japon avant de se séparer. Il a également produit deux albums pour le groupe rock Nazareth, ainsi que pour Carl Wilson, Livingston Taylor, The Ventures et Nils Lofgren. Il a été producteur sur l'album Eye Contact de Bob Welch en 1982. En 1991, Baxter a également produit un documentaire vidéo, "Guitar" (Warner Brothers VHS et LaserDisc), dans lequel il parcourt le monde et interviewe des guitaristes qu'il admire. En 1994, il joue sur le jeu vidéo Tuneland.
Baxter continue de travailler en studio, plus récemment sur des albums hommage à Pink Floyd et Aerosmith. En 2012, il est apparu sur Language of the Heart, du claviériste Brian Auger, ainsi qu'avec The Beach Boys That's Why God Made the Radio. Il joue aussi occasionnellement dans The Coalition of the Willing, un groupe composé d'Andras Simonyi, ambassadeur de Hongrie aux États-Unis; Alexander Vershbow, ambassadeur des États-Unis en Corée du Sud; Daniel B. Poneman, ancien membre du Conseil de sécurité nationale des États-Unis, puis secrétaire adjoint à l'énergie du gouvernement Obama; et Lincoln Bloomfield, ancien secrétaire d'État adjoint aux affaires politico-militaires des États-Unis. Le 19 juin 2007, Baxter a joué avec le groupe Beats Workin 'de l'ancien secrétaire de presse de la Maison-Blanche à l'occasion du pique-nique du Congrès tenu sur la White House South Lawn. 
Peter Chaikin de JBL a interviewé CJ Vanston à propos de sa collaboration avec Baxter sur leur prochain album Skunk.

### Autres médias
Baxter a travaillé sur la série télévisée animée King of the Hill en 1997, composant des chansons pour trois épisodes: "Peggy the Boggle Champ", "Hank's Unmentionables Problem" et "Square Peg". Également en 1997, il a travaillé sur deux autres séries télévisées en tant que compositeur: la série animée "Blues Brothers" et "The Curse of Inferno". Il a composé pour l'épisode "Bootsie Barker Bites / Ruby the Copycat" dans la série Bedtime Stories de Shelley Duvall en 1993, l'épisode "Tons of Fun" de Pee-wee's Playhouse en 1987 et l'épisode 90210 "The Green Room" de Pee-wee's Playhouse, en 1990. Il est crédité sur la bande originale du film Roxanne (1987) comme scénariste et producteur pour les chansons "Party Tonight" et "Can This Be Love". Parmi les autres crédits figurent la musique de Class of 1984 (1982): "You Better Not Step Out" et interprète pour "Suburbanite". Il est apparu dans le film Blues Brothers 2000 et peut être entendu sur la Bande Sonore du film. .
Baxter est apparu dans plusieurs documentaires, notamment Jan & Dean: The Other Beach Boys (2002), The History of Rock 'N' Roll, Vol. 7 et vol. 8 (1995), Special du 40e anniversaire de l'American Bandstand (1995), Emerson (2013), Turn It Up! (2013), Amazing Journey: l'histoire de The Who (2007), Overnight (2003), Les frères Doobie: laissez la musique jouer (2012), The Making of 'Blues Brothers 2000' (1998) et Guitar (1991). [17] Il est apparu dans la série télévisée What's Happening !! dans un épisode en deux parties "Doobie or Not Doobie" (1978) en tant que membre des Doobie Brothers.

## Carrière de conseiller en défense
Baxter est tombé dans sa deuxième profession presque par accident. Au milieu des années 1980, son intérêt pour la technologie d'enregistrement de musique l'a amené à s'interroger sur le matériel et les logiciels développés à l'origine pour un usage militaire, en particulier les algorithmes de compression de données et les périphériques de stockage à grande capacité. Son voisin d'à côté était un ingénieur à la retraite qui avait travaillé sur le programme de missile Sidewinder. Ce voisin a acheté un abonnement au magazine Aviation Week à Baxter, suscitant son intérêt pour des publications supplémentaires à vocation militaire et des systèmes de défense antimissile en particulier. Devenu autodidacte dans ce domaine, il a écrit un article de cinq pages proposant de convertir le missile anti-aérien Aegis, basé sur les navires, en un système de défense antimissile rudimentaire. Il a remis le document à Dana Rohrabacher, membre du Congrès républicain de Californie, et sa carrière de consultant en défense a commencé.
Soutenu par plusieurs législateurs influents de Capitol Hill, Baxter a reçu une série de contrôles de sécurité lui permettant de travailler avec des informations classifiées. En 1995, Curt Weldon, membre du Congrès républicain de Pennsylvanie, alors président du sous-comité de la recherche et du développement militaires de la Chambre, a nommé Baxter à la présidence du Comité consultatif civil sur la défense antimissile balistique.
Le travail de Baxter avec ce groupe d'experts a conduit à des contrats de consultation avec l'Agence de défense antimissile du Pentagone et l'Agence nationale de renseignement géospatial. Il consulte pour le ministère de la Défense des États-Unis et la communauté du renseignement américaine, ainsi que pour des fabricants axés sur la défense, tels que Science Applications International Corporation, Northrop Grumman Corp., General Dynamics et General Atomics Aeronautical Systems Inc. Il a déclaré que son approche non conventionnelle de la réflexion sur le terrorisme, liée à son intérêt pour la technologie, était l'une des principales raisons pour lesquelles le gouvernement sollicitait son aide.
"Nous pensions que les platines étaient destinées à jouer des disques jusqu'à ce que les rappeurs commencent à les utiliser comme instruments, et nous pensons que les avions sont destinés à transporter des passagers jusqu'à ce que les terroristes réalisent qu'ils peuvent être utilisés comme missiles", a déclaré Baxter. "Mon principal objectif est d'examiner les technologies existantes et d'essayer de trouver d'autres façons de les utiliser, ce qui se produit tout le temps dans la musique et qui s'avère être ce à quoi les terroristes sont incroyablement doués."
Baxter a également participé à des débats publics et invité sur CNN et Fox News Channel en faveur de la défense antimissile. Il a servi de porte-parole national pour Americans for Missile Defence, une coalition d'organisations dévouées à la question.
En 2000, Baxter envisagea de défier le représentant Brad Sherman pour le 24ème siège du district du Congrès en Californie avant de décider de ne pas se présenter. 
En avril 2005, il a rejoint le comité consultatif des systèmes d'exploration de la NASA.
Baxter était membre d'un groupe d'étude indépendant qui avait produit l'étude sur le ruban bleu du Civil Applications Committee recommandant un rôle accru des satellites espions américains aux États-Unis en septembre 2005. Cette étude a été publiée pour la première fois par le Wall Street Journal le 15 août 2007. Il est répertorié en tant que «penseur principal et raconteur» à l'Institut de Floride pour le cognition humain et machine. Il est membre principal et membre du conseil des régents de l'Institut d'études politiques du Potomac.

## Discographie

### Ultimate Spinach
- 1969 : Ultimate Spinach III

### Steely Dan
- 1972 : Can't Buy a Thrill
- 1973 : Countdown to Ecstasy
- 1974 : Pretzel Logic

### Doobie Brothers
- 1975 : Stampede
- 1976 : Takin' It to the Streets
- 1977 : Livin' on the Fault Line
- 1978 : Minute by Minute

### Collaborations
- 1973 : The Captain and Me des Doobie Brothers - Jeff joue ici en tant que musicien invité, guitare, pedal-steel et guitare steel.
- 1974 : What Were Once Vices Are Now Habits des Doobie Brothers - En tant que musicien invité toujours.
- 1977 : Two Sides to Every Story de Gene Clark - Jeff guitares.
- 1978 : Gene Simmons - Album éponyme de l'artiste - Jeff guitare sur 4 chansons.
- 1979 : Four On The Floor  - Album éponyme du groupe - Jeff guitares et guitare synthétiseur.
- 1980 : Man's Best Friend de Livingston Taylor - Jeff guitare en plus de la production.
- 1981 : Night Fades Away de Nils Lofgren - Jeff guitare synthétiseur en plus de la production.
- 1982 : The Thirteenth Dream de Spirit - Jeff guitares.
- 1983 : Youngblood de Carl Wilson - Jeff guitare en plus de la production.
- 1983 : Eye Contact de Bob Welch - Jeff guitare synthétiseur en plus de la production.
- 1984 : The Thirteenth Dream de Spirit - Jeff guitares.
- 1984 : Where the Beat Meets the Street de Bobby and the Midnites - Jeff guitare synthétiseur en plus de la production.
- 1990 : The Best - Supergroupe éphémère formé de Keith Emerson aux claviers, Jeff Baxter et Joe Walsh à la guitare, John Entwistle à la basse et Simon Phillips à la batterie. DVD.
- 1992 : Time Takes Time de Ringo Starr - Jeff guitare sur All in the name of love et Runaways.
- 1992 : Backstreets of Desire de Willy DeVille - Jeff guitare sur Jump City et Voodoo Charm.
- 1995 : Big Easy Fantasy de Willy DeVille - Jeff guitare sur Voodoo Charm.
- 1998 : Blues Brothers 2000 (Original Motion Picture Soundtrack) Artistes variés - Jeff guitares sur 2 chansons.
- 1999 : Tribute To Aerosmith - Not The Same Old Song And Dance - Artistes variés - Jeff guitare sur Same Old Song And Dance.
- 2002 : An All Star Lineup Performing the Songs of Pink Floyd - Artistes variés - Jeff guitare sur Breathe (In The air).
- 2003 : Birdland des Yardbirds. Guitare sur The Nazz are blue.
- 2012 : Language Of The Heart de Brian Auger - Jeff guitares.
- 2012 : That's Why God Made the Radio des Beach Boys - Jeff guitare sur 2 chansons.

### Productions
- 1980 : Malice in Wonderland de Nazareth
- 1980 : Man's Best Friend de Livingston Taylor
- 1981 : Night Fades Away de Nils Lofgren
- 1981 : The Fool Circle de Nazareth
- 1983 : Youngblood de Carl Wilson
- 1983 : Eye Contact de Bob Welch
- 1984 : Where the Beat Meets the Street de Bobby and the Midnites (Bob Weir)

## Filmographie
- 1988 : Air Force Bat 21 - Film réalisé par Peter Markle - Mitrailleur d'hélicoptère Jeffrey Baxter.
- 1998 : Blues Brothers 2000 - Film réalisé par John Landis - Membre des "The Louisiana Gator Boys".